# Strongylidae
Die Strongylidae,  deutsch auch als Strongyliden bezeichnet, sind eine Familie der Fadenwürmer mit weltweiter Verbreitung, die als Darmparasiten Säugetiere und Vögel befallen. Die größte tiermedizinische Bedeutung haben sie als Parasiten des Hauspferdes. Strongyliden haben einen zweiteiligen Entwicklungszyklus. Die Entwicklung bis zur dritten Larve erfolgt in der Außenwelt, die übrige Entwicklung im Wirt selbst. Die Vertreter haben eine runde Mundöffnung, die von einem doppelten Blätterkranz umgeben ist, und eine gut entwickelte Mundhöhle. Der Ovijektor ist T- oder Y-förmig.
Nach der Form der Mundkapsel können zwei Unterfamilien unterschieden werden. Bei den Strongylinae ist diese annähernd kugelig. Sie sind Parasiten im Dickdarm von Unpaarhufern, Elefanten und Straußen. Die Cyathostominae haben eine zylindrische Mundkapsel und besiedeln den Dickdarm von Unpaarhufern, Elefanten, Schliefern und Schildkröten. In der neueren Literatur werden als weitere Unterfamilien die 1982 von den Cyathostominae abgegrenzten Gyalocephalinae sowie die Deletrocephalinae und Chabertiinae.
- Strongylinae
  - Bidentostomum
  - Borania
  - Chabertiella
  - Choniangium
  - Codiostomum
  - Craterostomum
  - Crycophorus
  - Decrusia
  - Dicerocola
  - Equinurbia
  - Javellia
  - Maplestonema
  - Oesophagodontus
  - Paradoxostrongylus
  - Parapoteriostomum
  - Rhinocerotonema
  - Skladnikia
  - Strongylus
  - Triodontophorus
  - Tziminema
  - Wuia
  - Zebrincola
- Cyathostominae
  - Alocostoma
  - Caballonema
  - Chabertiella
  - Chapiniella
  - Codiostomum
  - Coronocyclus
  - Crycophorus
  - Cyathostomum
  - Cylicocyclus
  - Cylicodontophorus
  - Cylicostephanus
  - Cylindropharynx
  - Dicerocola
  - Eucyathostomum
  - Hsiungia
  - Hypodontus
  - Javellia
  - Khalilia
  - Kiluluma
  - Macropicola
  - Macropostrongyloides
  - Murshidia
  - Neomurshidia
  - Oesophagostomoides
  - Parapoteriostomum
  - Parastrongyloides
  - Petrovinema
  - Phascolostongylus
  - Phascolostrongylus
  - Poteriostomum
  - Quilonia
  - Rhinocerotonema
  - Sauricola
  - Skladnikia
  - Skrjabinodentus
  - Theileriana
  - Tridentoinfundibulum
  - Wuia
  - Zebrincola
- Gyalocephalinae
  - Gyalocephalini
  - Gyalocephalus